# Linnaemya amicorum
Linnaemya amicorum là một loài ruồi trong họ Tachinidae.